# Bochum
Bochum er en by i Ruhrområdet i den tyske delstat Nordrhein-Westfalen. Byen har pr. 2009 376.319 indbyggere og huser bl.a. to af bilproducenten Opels fabrikker, seks højskoler, et rumforskningsinstitut, et stort antal teatre og et antal museer, mest koncentreret indenfor det tekniske område. I byen findes også en række elektronik-, kemi- og tekstilvirksomheder.

## Infrastruktur
Byens offentlige trafik administreres af virksomheden BOGESTRA, der driver seks sporvognslinjer og flere buslinjer.